# Campbelltown (Pennsylvanie)
Pour les articles homonymes, voir Campbelltown.
Campbelltown  est une ville du comté de Lebanon, Pennsylvanie, aux États-Unis. Elle a été fondée en 1768. Sa population s’élevait à 2 415 habitants en 2000.
La ville est située à environ 150 km au nord-ouest de Philadelphie.